# سماعة البوق

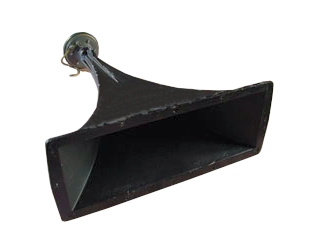
مكبر صوت متوسط المدى يستخدم في أنظمة السماعات المنزلية

كيف تعمل سماعة مكبر الصوت .الفم (B)هورن(A)

سماعة مكبر الصوت (بالإنجليزية: Horn loudspeaker)، الهورن أو البوق يسمى موجه الموجة أو دليل الموجة ويستعمل لزيادة فاعلية الصوت الخارج من المصدر الصوتي، يعمل البوق إضافة إلى توجيه الصوت على زيادة فعاليته أو قوته حوالي الضعف وحتى 10 أضعاف.

## مكوناتها وأنواعها

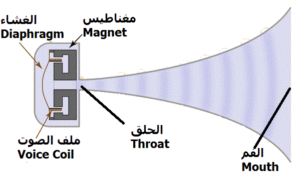
مكونات سماعة مكبر الصوت

تتكون سماعة مكبر الصوت من الجزء الأساسي المنتج للصوت، والذي يكون عبارة عن مغناطيس دائري قوي يوجد بهِ فتحة صغيرة يتحرك داخل هذه الفتحة الملف الصوتي الذي تمر بهِ الإشارة الصوتية الآتية من المكبر، الملف الصوتي متصل بغشاء معدني أو خليط خاص هذا الغشاء يسمى الديافرام الذي عند اهتزازه ينتج الصوت، الصوت الصادر يدخل إلى حلق البوق وينتشر الصوت من خلال الفم إلى المحيط الخارجي.

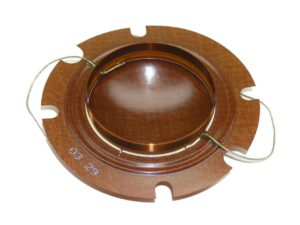
شكل الديافرام مع الملف الصوتي

تمتاز سماعة مكبر الصوت انه يمكن ان يتم تغيير الديافرام عند احتراق الملف الصوتي أو حصول خرق أو شق للغشاء، حيث بسهولة يمكن فتح السماعة وإزالة الديافرام ووضع بديل لهُ، وفم البوق يمكن أن يكون بشكل دائري أو شكل مستطيل

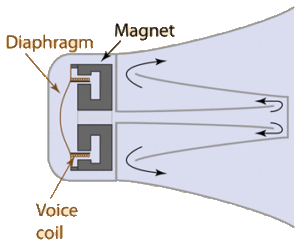
هورن مطوي

توجد قطعة اضافية داخل البوق وهذهِ الأنواع من الأبواق تسمى هورن مطوي، أي إن الصوت يخرج من السماعة بشكل متعرج زيج زاج حيث يخرج ثم ينعكس من القطعة المنتصفة وينعكس مرة أخرى ليخرج إلى الهواء المحيط، إن هذهِ التركيبة وكأنها محول صوتي (بالإنجليزية: acoustic transformer) تعمل على موافقة الممانعة بين الديافرام والمحيط الخارجي مما يزيد من فعالية السماعة.
هناك أنواع من الأبواق الخاصة والتي تحتوي على عدد من الخلايا وتسمى هورن متعدد الخلايا ولكن تصميمها أصعب وتكلفة صنعها أعلى ولا تستخدم إلا لحالات خاصة.

## مميزاتها وعيوبها
تمتاز سماعة مكبر الصوت بفعاليتها حيث أنها تنتج استطاعة صوتية أعلى بعشر مرات إي 10 ديسيبل من السماعة العادية، وذلك من نفس الاستطاعة التي نأخذها من المكبر الصوتي.
من سيئات سماعات مكبر الصوت هو أنها لا تستطيع إنتاج الترددات المنخفضة لذلك تستعمل لإنتاج الترددات المتوسطة والعالية، أما لو أردنا إنتاج ترددات منخفضة فإننا بحاجة إلى أن يكون البوق كبير جداَ.
تمتاز سماعات مكبر الصوت بتحملها لظروف الطقس الشديدة، ومعظم استخداماتها في الخارج مثل المساجد والملاعب الرياضية والانفاق ومحطات القطار وغيرها من الأماكن التي تكون فيها السماعة بعيدة عن المكبر الصوتي، لذلك أغلب سماعات مكبر الصوت التجارية تكون مزودة بمحول صوتي يعمل على تخفيض الإشارة المرسلة من المكبر الصوتي والتي قد رفع جهدها الكهربائي إلى 50 أو 70 أو 100 فولت.